# Raión de Chortkiv
Raión de Chortkiv (en ucraniano: Чортківський район) es un raión o distrito de Ucrania en el óblast de Ternópil. La capital es la ciudad de Chortkiv.
Comprende una superficie de 5022 km².
Su territorio fue definido en 2020 mediante la fusión de la hasta entonces ciudad de importancia regional de Chortkiv con el propio raión homónimo y los hasta entonces vecinos raiones de Borshchiv, Búchach, Husyatyn, Zalíshchyky y Monastyryska.

## Demografía
Según estimación de 2010, contaba con una población total de 76 447 habitantes en sus límites antiguos.

## Subdivisiones
Tras la reforma territorial de 2020, el raión incluye 22 municipios:
- 7 ciudades: Borshchiv, Búchach, Chortkiv (la capital), Joróstkiv, Kopýchyntsi, Monastyryska y Zalíshchyky.
- 8 asentamientos de tipo urbano: Hrymáiliv, Husiatyn, Korópets, Mélnytsia-Podilska, Skalá-Podilska, Tovste, Zavodské y Zolotí Potik.
- 7 municipios rurales: Bilche-Zoloté, Bilobózhnytsia, Ivane-Puste, Kolyndiany, Nahírianka, Trybujivtsi y Vasýlkivtsi.

## Otros datos
El código KOATUU fue 6125500000. El código postal 48500 y el prefijo telefónico +380 3552.